# Unterseeboot U-57 (1916)
Pour les autres navires du même nom, voir Unterseeboot 57.
L'Unterseeboot U-57 est l’un des 329 sous-marins servant dans la Kaiserliche Marine pendant la Première Guerre mondiale. L'U-57 a participé à la guerre navale et a pris part à la première bataille de l'Atlantique. 

## Affectations
- Flottille II : du 7 juillet 1916 au 11 novembre 1918.

## Commandants
- Kapitänleutnant Carl-Siegfried Ritter von Georg[1] : du 6 juillet 1916 au 19 décembre 1917.
- Oberleutnant zur See Günther Sperling[2] : du 20 décembre 1917 au 6 mars 1918.
- Oberleutnant zur See der Reserve Walter Stein[3] : du 7 mars au 11 novembre 1918.

## Navires coulés
| Date              | Nom                     | Nationalité | Tonnage | Destin.   |
| ----------------- | ----------------------- | ----------- | ------- | --------- |
| 24 septembre 1916 | Ranee                   | Royaume-Uni | 194     | Endommagé |
| 24 septembre 1916 | Albatross               | Royaume-Uni | 158     | Coulé     |
| 24 septembre 1916 | Aphelion                | Royaume-Uni | 197     | Coulé     |
| 24 septembre 1916 | Briton                  | Royaume-Uni | 134     | Coulé     |
| 24 septembre 1916 | Devonshire              | Royaume-Uni | 148     | Coulé     |
| 24 septembre 1916 | Laila                   | Norvège     | 807     | Coulé     |
| 24 septembre 1916 | Marguerite              | Royaume-Uni | 151     | Coulé     |
| 24 septembre 1916 | Otter                   | Royaume-Uni | 123     | Coulé     |
| 24 septembre 1916 | Sunshine                | Royaume-Uni | 185     | Coulé     |
| 24 septembre 1916 | Tarantula               | Royaume-Uni | 155     | Coulé     |
| 24 septembre 1916 | Otterhound              | Royaume-Uni | 150     | Coulé     |
| 25 septembre 1916 | Cynthia                 | Royaume-Uni | 133     | Coulé     |
| 25 septembre 1916 | Fisher Prince           | Royaume-Uni | 125     | Coulé     |
| 25 septembre 1916 | Gamecock                | Royaume-Uni | 151     | Coulé     |
| 25 septembre 1916 | Harrier                 | Royaume-Uni | 162     | Coulé     |
| 25 septembre 1916 | Loch Ness               | Royaume-Uni | 176     | Coulé     |
| 25 septembre 1916 | Nil Desperandum         | Royaume-Uni | 148     | Coulé     |
| 25 septembre 1916 | Quebec                  | Royaume-Uni | 133     | Coulé     |
| 25 septembre 1916 | Seal                    | Royaume-Uni | 135     | Coulé     |
| 25 septembre 1916 | St. Hilda               | Royaume-Uni | 94      | Coulé     |
| 25 septembre 1916 | Trinidad                | Royaume-Uni | 147     | Coulé     |
| 23 octobre 1916   | HMS Genista             | Royal Navy  | 1250    | Coulé     |
| 26 octobre 1916   | Rowanmore               | Royaume-Uni | 10320   | Coulé     |
| 30 octobre 1916   | Floreal                 | Royaume-Uni | 163     | Coulé     |
| 31 octobre 1916   | Saturn                  | Norvège     | 1108    | Coulé     |
| 18 janvier 1917   | Manchester Inventor     | Royaume-Uni | 4247    | Coulé     |
| 22 janvier 1917   | Euphrates               | Belgique    | 2809    | Coulé     |
| 22 janvier 1917   | Minho                   | Portugal    | 179     | Coulé     |
| 22 janvier 1917   | Trevean                 | Royaume-Uni | 3081    | Coulé     |
| 26 janvier 1917   | Bisagno                 | Italie      | 2252    | Coulé     |
| 22 mars 1917      | Sirius                  | Norvège     | 1053    | Coulé     |
| 27 mars 1917      | Holgate                 | Royaume-Uni | 2604    | Coulé     |
| 28 mars 1917      | Gafsa                   | Royaume-Uni | 3974    | Coulé     |
| 29 mars 1917      | Crispin                 | Royaume-Uni | 3965    | Coulé     |
| 29 mars 1917      | Lincolnshire            | Royaume-Uni | 3965    | Coulé     |
| 30 mars 1917      | HMS Lady Patricia       | Royal Navy  | 1372    | Endommagé |
| 31 mars 1917      | Braefield               | Royaume-Uni | 427     | Coulé     |
| 5 avril 1917      | Ebenezer                | Danemark    | 181     | Coulé     |
| 12 mai 1917       | Refugio                 | Royaume-Uni | 2642    | Coulé     |
| 14 mai 1917       | Arlington Court         | Royaume-Uni | 4346    | Endommagé |
| 19 mai 1917       | Farnham                 | Royaume-Uni | 3102    | Coulé     |
| 24 mai 1917       | Belgian                 | Royaume-Uni | 3657    | Coulé     |
| 1 juin 1917       | Teal                    | Royaume-Uni | 141     | Coulé     |
| 2 juillet 1917    | May Flower              | Suède       | 55      | Coulé     |
| 5 juillet 1917    | Cuyahoga                | Royaume-Uni | 4586    | Coulé     |
| 7 juillet 1917    | Tarquah                 | Royaume-Uni | 3859    | Coulé     |
| 8 juillet 1917    | Pegu                    | Royaume-Uni | 6348    | Coulé     |
| 10 juillet 1917   | Garmoyle                | Royaume-Uni | 1229    | Coulé     |
| 16 juillet 1917   | [Benguela               | Royaume-Uni | 5530    | Endommagé |
| 8 octobre 1917    | Aylevarroo              | Royaume-Uni | 908     | Coulé     |
| 8 octobre 1917    | Richard De Larrinaga    | Royaume-Uni | 5591    | Coulé     |
| 12 octobre 1917   | Cape Corso              | Royaume-Uni | 3890    | Endommagé |
| 12 octobre 1917   | Georgios Markettos      | Greece      | 2269    | Coulé     |
| 13 octobre 1917   | Diu                     | Portugal    | 5556    | Coulé     |
| 14 octobre 1917   | East Wales              | Royaume-Uni | 4321    | Coulé     |
| 20 octobre 1917   | Norden                  | Suède       | 703     | Coulé     |
| 28 novembre 1917  | Perm                    | Danemark    | 1312    | Coulé     |
| 29 novembre 1917  | Pierre                  | France      | 112     | Coulé     |
| 30 novembre 1917  | Courage                 | Royaume-Uni | 51      | Coulé     |
| 30 novembre 1917  | Gazelle                 | Royaume-Uni | 40      | Coulé     |
| 30 novembre 1917  | Lustre                  | Royaume-Uni | 48      | Endommagé |
| 3 décembre 1917   | Copeland                | Royaume-Uni | 1,184   | Coulé     |
| 6 décembre 1917   | Saint Antoine De Padoue | France      | 355     | Endommagé |